# ريو كانازاوا
ريو كانازاوا (باليابانية: 金沢 亮) (19 أكتوبر 1988 في كيوتو في اليابان – )؛ هو لاعب كرة قدم ياباني سابق كان يلعب كمهاجم.

## وصلات خارجية
- ريو كانازاوا على موقع رابطة كرة القدم اليابانية للمحترفين (اليابانية)
- ريو كانازاوا على موقع قاعدة بيانات كرة القدم.إي يو (الإنجليزية)
- ريو كانازاوا على موقع Soccerway.com (الإنجليزية)
- ريو كانازاوا على موقع عالم كرة القدم.نت (الإنجليزية)